# Vitrey
Vitrey és un municipi francès situat al departament de Meurthe i Mosel·la i a la regió del Gran Est. L'any 2007 tenia 218 habitants.

## Demografia

### Població
El 2007 la població de fet de Vitrey era de 218 persones. Hi havia 76 famílies, de les quals 12 eren unipersonals (4 homes vivint sols i 8 dones vivint soles), 24 parelles sense fills i 40 parelles amb fills.
La població ha evolucionat segons el següent gràfic:
Habitants censats

### Habitatges
El 2007 hi havia 85 habitatges, 75 eren l'habitatge principal de la família, 3 eren segones residències i 7 estaven desocupats. 80 eren cases i 4 eren apartaments. Dels 75 habitatges principals, 70 estaven ocupats pels seus propietaris, 3 estaven llogats i ocupats pels llogaters i 2 estaven cedits a títol gratuït; 1 tenia una cambra, 11 en tenien tres, 9 en tenien quatre i 54 en tenien cinc o més. 55 habitatges disposaven pel capbaix d'una plaça de pàrquing. A 27 habitatges hi havia un automòbil i a 42 n'hi havia dos o més.

### Piràmide de població
La piràmide de població per edats i sexe el 2009 era:
| Homes | Edats   | Dones |
| ----- | ------- | ----- |
| 0     | 95 o +  | 0     |
| 0     | 90 a 94 | 0     |
| 0     | 85 a 89 | 0     |
| 4     | 80 a 84 | 0     |
| 0     | 75 a 79 | 0     |
| 4     | 70 a 74 | 4     |
| 0     | 65 a 69 | 4     |
| 8     | 60 a 64 | 0     |
| 0     | 55 a 59 | 0     |
| 8     | 50 a 54 | 4     |
| 4     | 45 a 49 | 12    |
| 8     | 40 a 44 | 8     |
| 12    | 35 a 39 | 0     |
| 8     | 30 a 34 | 16    |
| 4     | 25 a 29 | 4     |
| 12    | 20 a 24 | 8     |
| 4     | 15 a 19 | 4     |
| 4     | 10 a 14 | 8     |
| 16    | 5 a 9   | 4     |
| 12    | 0 a 4   | 12    |

## Economia
El 2007 la població en edat de treballar era de 135 persones, 107 eren actives i 28 eren inactives. De les 107 persones actives 97 estaven ocupades (54 homes i 43 dones) i 10 estaven aturades (2 homes i 8 dones). De les 28 persones inactives 6 estaven jubilades, 14 estaven estudiant i 8 estaven classificades com a «altres inactius».

### Ingressos
El 2009 a Vitrey hi havia 77 unitats fiscals que integraven 222 persones, la mediana anual d'ingressos fiscals per persona era de 17.982,5 €.

### Activitats econòmiques
Dels 5 establiments que hi havia el 2007, 4 eren d'empreses de construcció i 1 d'una empresa d'hostatgeria i restauració.
Dels 4 establiments de servei als particulars que hi havia el 2009, 1 era una fusteria, 1 lampisteria, 1 electricista i 1 restaurant.
L'any 2000 a Vitrey hi havia 4 explotacions agrícoles.

## Poblacions més properes
El següent diagrama mostra les poblacions més properes.